# Андрес Матонте
Андрес Матонте (ісп. Andrés Matías Matonte Cabrera; нар. 30 березня 1988, Монтевідео) — уругвайський футбольний суддя. Арбітр ФІФА із 2019 року.

## Життєпис
Андрес Матонте народився 1988 року в Монтевідео. За професією є учителем фізкультури. У віці 20 років почав працювати футбольним суддею в аматорських та нижчих лігах чемпіонату Уругваю. Вперше почав працювати на матчах Першого дивізіону у 2017 році. У 2019 Матонте отримав статус арбітра ФІФА.
У 2021 році Матонте був визнаний найкращим арбітром чемпіонату Уругваю. 20 листопада Матонте судив фінальний матч Південноамериканського кубка 2021 року між бразильськими командами «Атлетіко Паранаенсе» та «Ред Булл Брагантіно» (1:0), який пройшов у Монтевідео на стадіоні «Сентенаріо». На початку 2022 Матонте працював на матчі за Суперкубок Уругваю між «Пеньяролем» і «Пласою Колонією» (1:0 в додатковий час).
На міжнародній арені у 2019 році Матонте працював лише як резервний арбітр. Вперше як головний суддя Андрес відпрацював у матчі Кубка Лібертадорес 2020 між Депортіво Тачирою та Індепендьенте Медельїном (2:0). Гра другого кваліфікаційного етапу відбулася 12 лютого 2020. Продовжує регулярно судити матчі найважливіших клубних турнірів Південної Америки.
Крім того, Матонте працював на матчах відбірного турніру до чемпіонату світу 2022 року. У 2021 році працював на трьох матчах Кубка арабських націй, організованого ФІФА в Катарі.
У травні 2022 року Андрес Матонте був включений ФІФА до списку арбітрів, які працюватимуть на матчах фінального турніру чемпіонату світу 2022 року в Катарі.
У жовтні 2022 року прокуратура Уругваю розпочала розслідування щодо Андреса та його брата Роберто Марсело Матонте у зв'язку з різними повідомленнями, що вказують на шахрайство.

### Чемпіонат світу 2022
| Стадія        | Дата              | Місце           | Команда 1 | Команда 2 | Результат | ЖК    | RK    | Пенальті |
| ------------- | ----------------- | --------------- | --------- | --------- | --------- | ----- | ----- | -------- |
| Груповий етап | 27 листопада 2022 | Халіфа, р. Доха | Хорватія  | Канада    | 4:1 (2:1) | 2 — 2 | 0 — 0 | 0 — 0    |

## Найважливіші матчі
Матонте судив такі матчі:
- Матч за Суперкубок Уругваю (1): 2022
- Фінал Південноамериканського кубка (1): 2021
- Кубок арабських націй 2021 (три гри, у тому числі 1/4 фіналу)
- Чемпіонат світу 2022